# Dorcadion urmianum
Dorcadion urmianum là một loài bọ cánh cứng trong họ Cerambycidae.